# Oenanthe (ptak)
Oenanthe – rodzaj ptaków z podrodziny kląskawek (Saxicolinae) w obrębie rodziny muchołówkowatych (Muscicapidae).

## Zasięg występowania
Rodzaj obejmuje gatunki występujące w Afryce, Eurazji i Ameryce Północnej.

## Morfologia
Długość ciała 13–17 cm; masa ciała 12–44 g.

## Systematyka
Rodzaj zdefiniował w 1816 roku francuski ornitolog Louis Pierre Vieillot w publikacji własnego autorstwa poświęconej ornitologii. Gatunkiem typowym jest (absolutna tautonimia) białorzytka zwyczajna (O. oenanthe).

### Etymologia
- Oenanthe: epitet gatunkowy Motacilla oenanthe Linnaeus, 1758; łacińskie oenanthe ‘białorzytka’, od gr. οινανθη oinanthē ‘niezidentyfikowany ptak’ wspomniany przez Arystotelesa, jego pojawienie zwiastowało sezonowe winobranie, od οινη oinē ‘wino’; ανθος anthos ‘kwiat’; powiązany później z białorzytką przez wielu autorów[7].
- Pentholaea: gr. πενθος penthos ‘żałoba’ (tj. czarny); λαιος laios ‘drozd’[8]. Gatunek typowy (oryginalne oznaczenie): Saxicola frontalis Swainson, 1837.
- Cercomela: gr. κερκος kerkos ‘ogon’; μελας melas, μελανος melanos ‘czarny’[9]. Gatunek typowy (oryginalne oznaczenie): Cercomela asthenia Bonaparte, 1856 (= Saxicola melanura Temminck, 1824).

### Podział systematyczny
Do rodzaju należą następujące gatunki:

- Oenanthe oenanthe (Linnaeus, 1758) – białorzytka zwyczajna
- Oenanthe seebohmi (Dixon, 1882) – białorzytka czarnogardła
- Oenanthe pileata (J.F. Gmelin, 1789) – białorzytka obrożna
- Oenanthe bottae (Bonaparte, 1854) – białorzytka czarnoucha
- Oenanthe heuglinii (von Heuglin, 1869) – białorzytka brunatna
- Oenanthe isabellina (Temminck, 1829) – białorzytka płowa
- Oenanthe monacha (Temminck, 1825) – białorzytka arabska
- Oenanthe deserti (Temminck, 1825) – białorzytka pustynna
- Oenanthe hispanica (Linnaeus, 1758) – białorzytka rdzawa
- Oenanthe pleschanka (Lepechin, 1770) – białorzytka pstra
- Oenanthe melanoleuca (Güldenstädt, 1775) – białorzytka maskowa
- Oenanthe cypriaca (von Homeyer, 1884) – białorzytka cypryjska
- Oenanthe albifrons (Rüppell, 1837) – białorzytka białoczelna
- Oenanthe phillipsi (Shelley, 1885) – białorzytka szarogrzbieta
- Oenanthe moesta (M.H.C. Lichtenstein, 1823) – rudorzytka
- Oenanthe melanura (Temminck, 1824) – białorzytka czarnosterna
- Oenanthe familiaris (Wilkes, 1817) – białorzytka rdzawosterna
- Oenanthe dubia (Blundell & Lovat, 1899) – białorzytka uboga
- Oenanthe scotocerca (von Heuglin, 1873) – białorzytka jednobarwna
- Oenanthe fusca (Blyth, 1851) – białorzytka piargowa
- Oenanthe picata (Blyth, 1847) – białorzytka zmienna
- Oenanthe albonigra (Hume, 1872) – białorzytka czarnogłowa
- Oenanthe leucura (J.F. Gmelin, 1789) – białorzytka żałobna
- Oenanthe leucopyga (C.L. Brehm, 1855) – białorzytka saharyjska
- Oenanthe lugentoides (Seebohm, 1881) – białorzytka jemeńska
- Oenanthe lugubris (Rüppell, 1837) – białorzytka etiopska
- Oenanthe finschii (von Heuglin, 1869) – białorzytka białogrzbieta
- Oenanthe lugens (M.H.C. Lichtenstein, 1823) – białorzytka srokata
- Oenanthe chrysopygia (De Filippi, 1863) – złotorzytka perska
- Oenanthe xanthoprymna (Hemprich & Ehrenberg, 1833) – złotorzytka rdzawosterna